# 알렉산드르 블로크

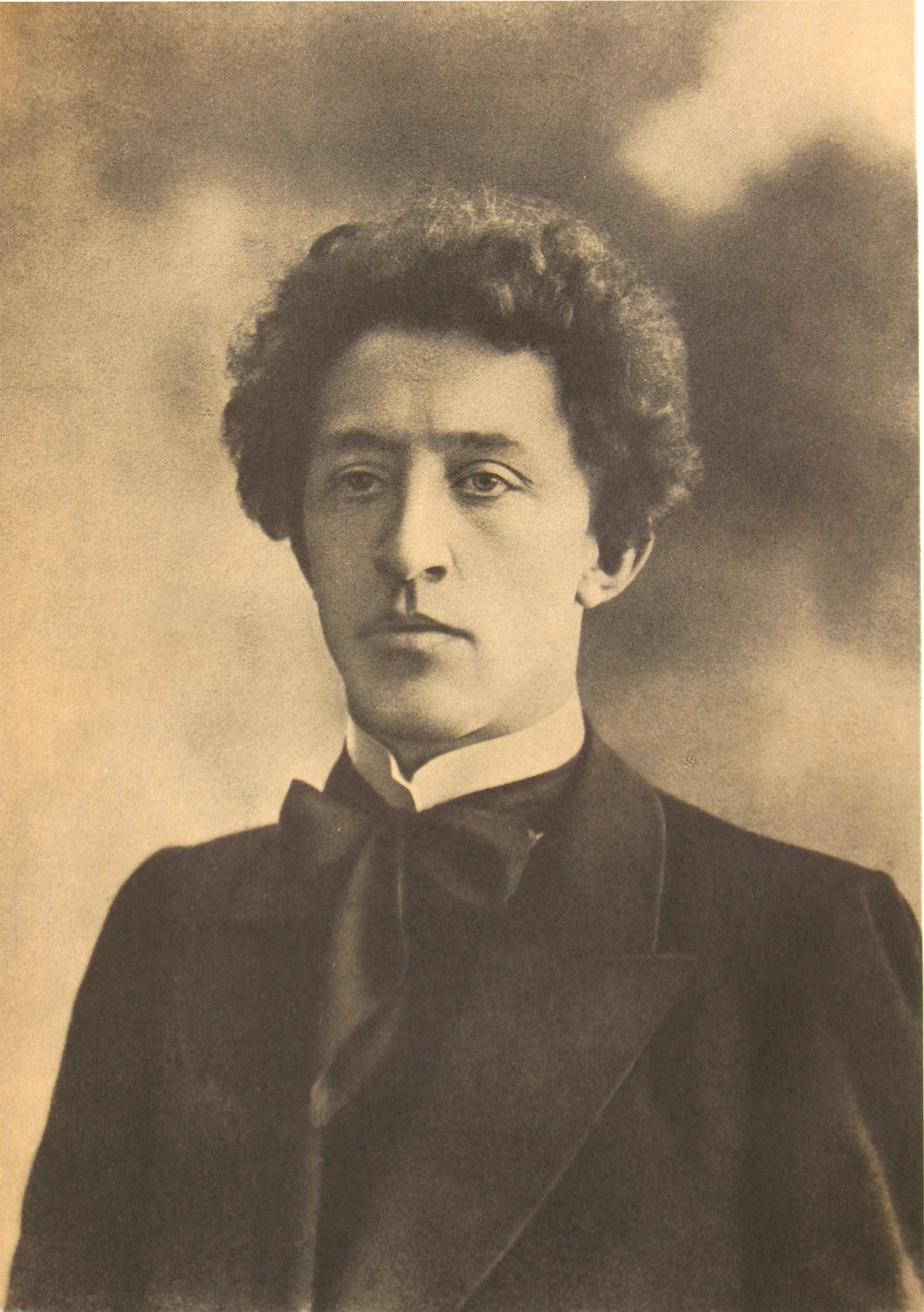

알렉산드르 블로크(러시아어: Александр Блок, 1880-1921)는 러시아의 시인이다.

## 생애
알렉산드르 블로크는 1880년 11월 16일 상트페테르부르크에서 출생했다. 그는 러시아 문화 전통이 살아 숨 쉬는 귀족 인텔리겐치아 집안 출신이다. 부친과 조부는 대학 교수였고, 외조부는 유명한 생물학자이자 상트페테르부르크 대학 총장을 역임한 알렉세이 베케토프(А. Н. Бекетов)다. 블로크 역시 상트페테르부르크 대학을 졸업했다. 시인의 부모는 그가 태어나기 전 사실상 결별했다. 블로크는 외가에서 자라며, 인문적인 가풍 속에서 일찍이 시에 눈을 떴다.
블로크는 1903년 잡지 <새로운 길(Новый путь)>을 통해 시인이자 비평가로서 등단했다. 1904년 출간된 첫 시집 ≪아름다운 여인에 관한 시(Стихи о Прекрасной Даме)≫는 러시아 상징주의 시인들에 의해 열렬히 환영받았다. 그러나 이 무렵 블로크는 이미 초기 시의 이상과 서서히 결별하고 있었다.
첫 시집 출간 이후 1905∼1910년에 이르는 시기에 블로크의 창작 활동은 절정에 달했다. 시인은 개인적이고 사회적인 삶의 열기와 격동의 시적 체험을 연이어 상자된 네 권의 시집에 담았다. 블로크는 또한 1908년 ≪서정적 희곡집(Лирические драмы)≫을 출간했다. 블로크는 이후 두 편의 드라마(<운명의 노래(Песня Судьбы)>(1908)와 <장미와 십자가(Роза и Крест)>(1913)를 더 집필했다.
블로크의 창작에 있어 1910년대는 새로운 정신적 토대의 모색과 시의 운명의 본질적인 전환과 더불어 찾아왔다. 블로크는 1911∼1912년 다섯 권의 시집을 세 권의 ≪시 모음집(Собрание стихотворений)≫으로 편찬하고자 심혈을 기울인다. 이때부터 블로크의 시는 독자의 의식 속에서 단일한 ‘서정적 3부작’으로서, ‘길의 신화(миф о пути)’를 창조하는 독특한 ‘시 소설’로서 존재하기 시작한다. ‘3부작’의 이상은 시인의 삶과 창작의 토대로 자리했고, 이후의 두 판본(1916년과 1918∼1921년)에서 변함없이 견지되었다. 생의 마지막 해인 1921년 블로크는 새로운 판본의 준비에 착수했으나 1권을 마무리하는 데 그쳤다. 편집인으로서 블로크가 펴낸 ≪아폴론 그리고리예프 시집(Стихотворения Аполлона Григорьева)≫(1916)은 19세기의 잊혀진 ‘마지막 낭만주의 시인’을 부활시켰다.
1915∼1916년에 이르러 블로크의 창작 활동은 현저하게 쇠퇴한다. 자신의 세대와 러시아 인텔리겐치아 전체의 운명을 그리고자 블로크가 1914년 집필하기 시작한 서사시 <보복(Возмездие)>은 미완으로 남았다. 1차 대전의 암운과 징집은 시인에게 정신적 공동화를 안겼다.
2월 혁명과 더불어 페테르부르크(당시에는 페트로그라드)로 돌아온 블로크는 부르주아 임시정부의 조사위원회에 관여했다. 1917년 단 한 편의 시도 쓸 수 없었던 블로크는 10월 혁명 이후 ‘혁명이 지닌 정화의 힘’에 대한 믿음으로 고양되어 정신적 소생을 맞이한다. 1918년 1월 마지막으로 찾아온 짧고 격렬한 창조적 열기 속에서 블로크는 그를 불멸의 존재로 만든 서사시 <열둘>과 시 <스키타이>, 그리고 에세이 <인텔리겐치아와 혁명>을 썼다.
마지막 불꽃은 이내 시들었다. 1921년에 이르러 시를 쓸 수 없는 시간이 다시 찾아왔다. 블로크는 창작을 대신하여 혁명정부 산하의 문화 기구들에서 일하며 문화 보존에 전력을 기울이는 한편, 문화철학 강연에 몰두한다. 애초에 블로크의 문화 계몽 활동은 민중에 대한 인텔리겐치아의 책임 의식의 소산이었다. 그러나 ‘정화의 불길로서의 혁명’의 이상과 전체주의적인 소비에트 관료 정권의 실상 사이의 괴리에 대한 뼈아픈 인식은 블로크를 깊은 환멸과 새로운 정신적 지주의 추구로 이끌었다. 말년의 그의 에세이와 수기를 관류하는 ‘문화의 카타콤’의 모티프가 그렇게 대두된다.
시인이 감당할 수 없었던 말년의 우울은 심장병을 동반한 정신착란으로 심화되었다. 1921년 8월 7일 시인은 영면했다.

## 평가
20세기 러시아의 또 다른 민족 시인인 안나 아흐마토바(Анна Ахматова)는 ‘시대의 비극적 테너’라는 말로 시대의 표상으로서 블로크가 지닌 의의를 갈파했다. 아흐마토바의 말을 빌리자면, “블로크는 비단 20세기 첫 사반세기의 위대한 시인일 뿐 아니라, 시대적 인간, 가장 선명한 시대의 대변자다”. 블로크의 시적 체험이 지닌 진정성과 날카로움은 수많은 독자를 확보하며 20세기 러시아 시와 러시아인의 삶에 폭넓은 문학적·정신적 반향을 낳았다. 그의 시는 러시아 예술을 관류해 온 시민적 애국정신과 윤리적 절대주의의 생생한 증거다.
블로크는 자신의 생의 의미를 항상 ‘길’의 형상 속에서 모색했다. 그에게 창작은 시인이자 한 인간으로서 그가 걸어온 길의 반영이다. 바로 그래서 그는 상이한 시기에 쓴 시와 서사시들을 독자적인 정신적·예술적 가치를 지닌 독립적인 작품들로 간주하지 않았다. 그에게 그의 모든 작품은 단일한 예술적 총체였다. 이와 같은 시인의 예술적 이상의 구현이 그가 자신의 시 전체에 부여한 큰 문맥이자 주제인 ‘강림의 3부작(трилогия вочеловечения)’이다. 개별적인 시들은 저마다 장(사이클)의 형성을 위해 필수적이다. 여러 장들이 모여 책을 이룬다. 각 권은 3부작의 부분이다. 3부작 전체를 나는 ‘시 소설(роман в стихах)’이라 부를 수 있다. 이 ‘시 소설’은 시인의 운명의 이정표들이 투영된 독특한 서정적 일기다.